# Emblemariopsis arawak
Emblemariopsis arawak är en fiskart som beskrevs av Victor 2010. Emblemariopsis arawak ingår i släktet Emblemariopsis och familjen Chaenopsidae. Inga underarter finns listade i Catalogue of Life.